# Wuxi Suning Plaza
Wuxi Suning Plaza es un rascacielos de 328 metros y 68 pisos ubicado en la ciudad de Wuxi, China. En 2014 el edificio llegó hasta su tope estructural y se terminó la fachada de cristal que recubre el edificio. Actualmente es el segundo edificio más alto de Wuxi, después del The Wharf Times Square.